# Buliminida
Buliminida es un orden de foraminíferos, tradicionalmente incluido en el suborden Rotaliina o en el orden Rotaliida. Su rango cronoestratigráfico abarca desde el Turoniense (Cretácico superior) hasta la actualidad.

## Clasificación
Buliminida incluye a las siguientes superfamilias:
- Superfamilia Annulopatellinoidea
- Superfamilia Bolivinoidea
- Superfamilia Bolivinitoidea
- Superfamilia Buliminoidea
- Superfamilia Cassidulinoidea
- Superfamilia Delosinoidea
- Superfamilia Fursenkoinoidea
- Superfamilia Loxostomatoidea
- Superfamilia Pleurostomelloidea
- Superfamilia Stilostomelloidea
- Superfamilia Turrilinoidea

Otra familia considerada en Buliminida es:
- Superfamilia Praeplanctonioidea[4]